# Phókasz bizánci császár
Phókasz (görög Φωκάς, latin Phocas, Trákia, 547 – Konstantinápoly, 610. október 5.) bizánci császár 602-től haláláig, Maurikiosz császár tisztje, majd utódja volt. Uralma alatt az addig is recsegő keletrómai államberendezkedés és társadalom teljesen összeomlott, utat nyitva utódja, Hérakleiosz reformjainak.

## Bitorló a trónon
602-ben az avarok ellen folytatott hosszas harcokban kimerült, az elmaradozó zsold miatt elégedetlen hadsereg fellázadt Maurikiosz ellen, és a félbarbár – feltehetően trák – származású Phókaszt kiáltották ki császárnak, akit a Keresztelő Szent Jánosról elnevezett templomban koronáztak császárrá, felesége, Leontia pedig megkapta az Augusta címet. A bitorló a menekülő uralkodót és fiait kivégeztette, ez pedig a nyitányát jelentette a nyolc évig tomboló terroruralomnak. Kezdetben ennek ellenére sokan üdvözölték Phókaszt, mivel lejjebb szállította az elődje alatt magasra nőtt adókat. Azonban hamarosan bebizonyosodott, hogy az új uralkodótól ezentúl újabb pozitív intézkedések nem várhatóak.

## Véres terror
A felkapaszkodott, jogtalanul trónra kerülő új uralkodónak ugyanis tekintélyes ellenzéke akadt, elsősorban az előkelő néprétegek körében. Phókasz véres terrorral, tömeges kivégzésekkel válaszolt, ami újabb vérbe fojtott összeesküvésekhez, lázongásokhoz vezetett. (Közben Maurikiosz családjának a nőtagjait is kivégezték.) Valláspolitikájával szintén sikerült elidegenítenie magától a birodalom lakóinak jelentős – elsősorban ázsiai illetőségű – részét: könyörületet nem ismerve üldözte a monofizitákat és a zsidókat. Mindezt csak tetézte a polgárháborús helyzet, ami a Hippodrom köré szerveződött kék és zöld párt között robbant ki: eleinte a zöldek támogatták az új zsarnokot, ám hamarosan ellene fordultak, mire eltiltották őket minden állami szerepvállalástól. A helyükre lépő kékekkel eddig is feszült viszonyuk számos esetben tettlegességig, fegyveres harcig fajult.

### Egy váratlan szövetséges

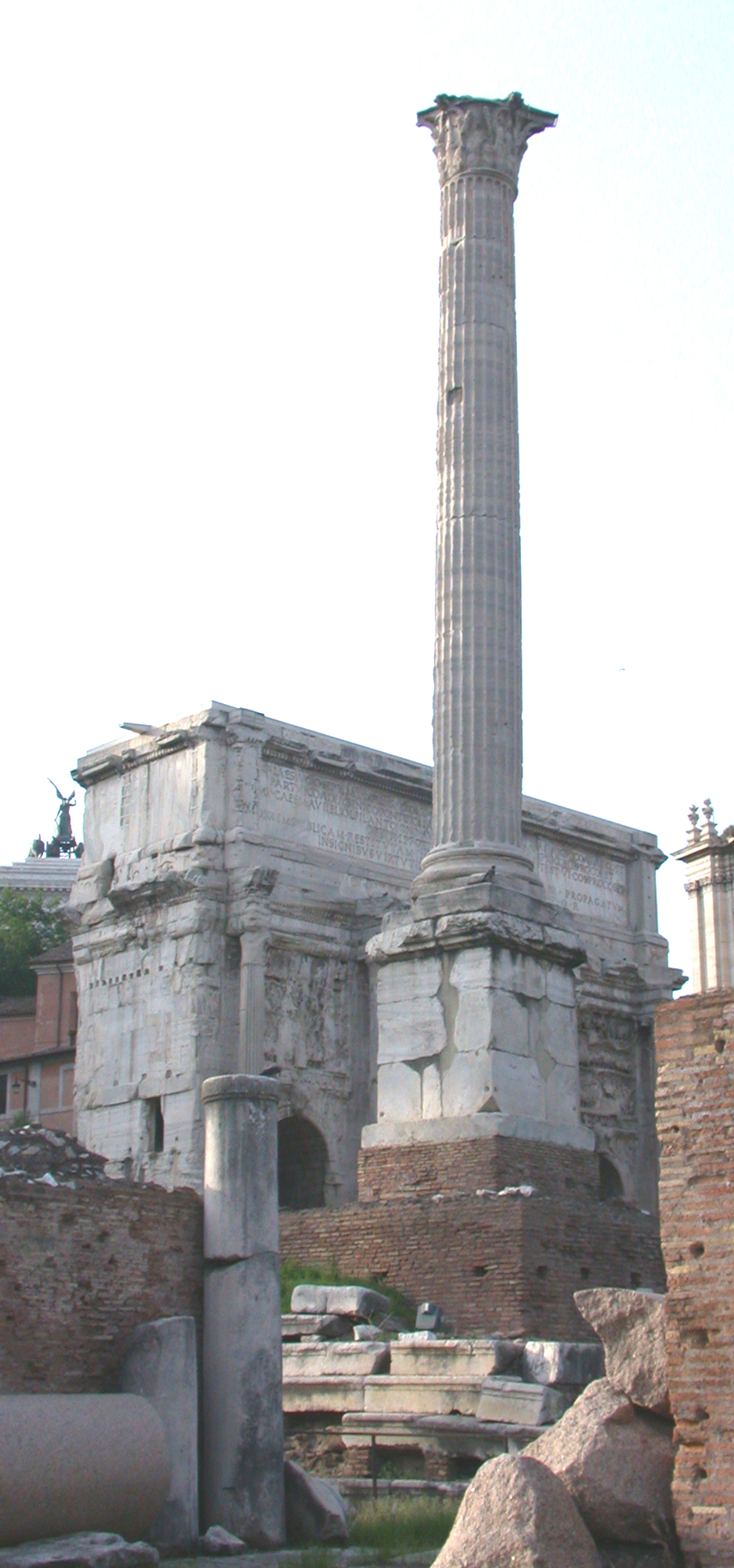
Phókasz oszlopa Rómában

Phókasz uralma során birodalma minden területe a zsarnok ellen fordult. Egyetlen helyen tudott csak támogatást szerezni, az pedig Róma volt, méghozzá a pápai udvar. Phókasz azzal nyerte el Nagy Szent Gergely és III. Bonifác pápa barátságát, hogy elődjeivel ellentétben hajlandó volt lemondani arról, hogy a konstantinápolyi pátriárka az egyetemes (ökumenikus) titulust használja, és támogatta a pápák reformtörekvéseit. 607-ben kelt levelében a római püspököt ismerte el minden részegyház fejének. A pápai jóindulat császár irányában történő megnyilvánulása még ma is látható: a Forum Romanumon utoljára felállított emlékmű, egy tekintélyes méretű oszlop mindmáig Phókasz dicsőségét hirdeti.

## A katonaság összeomlása
Minden belpolitikai hibája mellett Phókasz hadvezérként sem állta meg a helyét: a dunai és a keleti határ összeomlott az uralkodása alatt. A Szászánida Birodalom II. Huszrau vezetésével teljes erejével indított támadást a Bizánci Birodalom ellen – kiváló hivatkozási alap volt számukra, hogy a meggyilkolt Maurikiosz a perzsa uralkodó apósa volt. Az elhúzódó harcokban a bizánciak ellenállása egyre gyengült. 605-ben elveszett Darasz, majd a perzsák bevették Caesarea városát, betörtek Kis-Ázsiába és egy alakulatuk egészen a Konstantinápollyal átellenes parton fekvő Khalkédón városáig jutott.
A Balkánt eközben fosztogató avarok és betelepülő szlávok dúlták. 604-ben Phókasz az avaroknak fizetett éves sarc megemelésével próbált úrrá lenni a helyzeten, mindhiába. Az ellenség szabadon garázdálkodott a területen, és egészen Athénig jutott. A szláv betelepülés pedig lassanként az egész Balkánt beterítette. Bizánc a bukás szélén állt.

## A zsarnokság vége
A Bizánci Birodalom két perifériája, a Ravennai és a Karthágói Exarchátus területét ebben az időben nem érték nagyobb támadások, így kiváló kiindulópontul szolgáltak a bitorló hatalmának megdöntéséhez. Ravennában Phókasz híve, Smaragdus volt a helytartó, aki hűséges maradt urához. A bizánci előkelőségek többször kértek segítséget a karthágói exarchától, Hérakleiosztól. Ő végül 608-ban fellázadt, majd miután Egyiptomot is a saját oldalára állította, hasonló nevű fia vezetésével hadsereget menesztett a birodalmi fővárosba. A harcok során a perzsák újabb területeket ragadtak el kihasználva a császári haderő átcsoportosítását. Bononus tábornok Palesztina és Szíria népével szemben végrehajtott megtorló akcióit még évszázadok múltán is emlegették rendkívüli kegyetlenségük miatt, azonban a hadvezér erői Egyiptomban vereséget szenvedtek Nicetastól, az exarcha vejétől.
A felkelőket mindenütt örömmel fogadták – még Konstantinápolyban is, amikor Hérakleiosz október 3-án megjelent flottája élén. Még a császár veje, Priscus által vezetett excubitores testőrgárda is átállt hozzá, így a császárt könnyűszerrel elfogták. Állítólag a feldühödött Hérakleiosz saját kezűleg vágta le a bitorló fejét. Phókasz szobrait ledöntötték, és támogatói, a kékek zászlóit elégették. Október 5-én ifjabb Hérakleioszt koronázták császárrá, aki a Keletrómai Birodalom romjain megszervezte az igazi, görög nyelvű, középkori Bizánci Birodalmat.